# 立間尻村
立間尻村（たちまじりむら）は、愛媛県北宇和郡にあった村。現在の宇和島市吉田町の中心部の東方・西方の2つの区域にあたる。

## 地理
- 海洋: 宇和島湾
- 山岳: 遠見山
- 河川: 立間川、河内川

## 歴史
- 1889年（明治22年）12月15日 - 町村制の施行により、立間尻浦・鶴間浦・浅川浦・深泥浦および沖村の一部の区域をもって発足。深泥浦は大字立間尻の一部となる。
- 1938年（昭和12年）2月11日 - 吉田町に編入。同日立間尻村廃止。

## 交通

### 鉄道路線
現在は旧村域に予讃線の伊予吉田駅が所在するが、当時は未開業。